# Flûteur automate de Vaucanson
Le Flûteur automate de Vaucanson est un automate androïde jouant de la flûte traversière, conçu et réalisé par Jacques Vaucanson et présenté au public en 1738. Il recrée fidèlement le jeu d'un flûtiste sur un instrument identique à ceux en usage à l'époque. 

## L'automate
L'idée d'un flûtiste automate est venue à Vaucanson alors qu'il observait la statue du Faune jouant de la flûte dit Berger flûteur d'Antoine Coysevox dans le jardin des Tuileries,.

Commencé en 1735, l'automate est terminé en octobre 1737. Après une brève exposition à la Foire Saint-Germain, il est mis en démonstration payante en janvier 1738 à l'hôtel de Longueville, où Vaucanson a son atelier. Le public est partagé entre scepticisme et admiration, et Voltaire qualifie l'inventeur de « rival de Prométhée ». D'abord réticents, mais sur demande expresse de Louis XV transmise par son premier ministre, le Cardinal de Fleury, les membres de l'Académie royale des sciences se rendent à l'hôtel de Longueville pour examiner l'automate. Vaucanson leur en fait une présentation détaillée dans son mémoire du 30 avril 1738, et l'Académie rend un rapport élogieux signé par le secrétaire perpétuel Fontenelle, avec une approbation pour l'impression par Henri Pitot :
« L'Académie ayant entendu la lecture d'un Mémoire de Monsieur Vaucanson contenant la description d'une statue de bois, copiée sur le faune en marbre de Coysevox, qui joue de la flûte traversière, sur laquelle elle exécute douze airs différents avec une précision qui a mérité l'attention du public, et dont une grande partie de l'Académie a été le témoin, elle a jugé que cette machine était extrêmement ingénieuse, que l'auteur avait dû employer des moyens simples et nouveaux, tant pour donner aux doigts de cette figure les mouvements nécessaires que pour modifier le vent qui entre dans la flûte, en augmentant ou diminuant la vitesse suivant les différents tons, en variant la disposition des lèvres et faisant mouvoir une soupape qui fait les fonctions de la langue ; enfin, en imitant par art tout ce que l'homme est obligé de faire, et qu'en outre cela, le Mémoire de Monsieur de Vaucanson avait toute la clarté et la précision dont cette machine est susceptible, ce qui prouve l'intelligence de l'auteur et ses grandes connaissances dans les différentes parties de la mécanique. »
Pour illustrer son article « Androïde », l'Encyclopédie en donne en 1751 une description extrêmement détaillée, en grande partie reprise du mémoire de 1738. Le flûtiste, d'une hauteur d'environ 1,60 m, reposant sur un piédestal de 1,45 m cachant le mécanisme, était une imitation en légère réduction du faune de Coysevox, revêtu d'un habit de sauvage.
À partir de 1741, le Flûteur est exposé dans plusieurs villes de France et en Italie avec deux autres réalisations de Vaucanson, le Canard digérateur et le Tambourinaire provençal,. 
Donnés en location pour un an à trois négociants lyonnais, dont un certain Pierre Dumoulin, maître gantier-parfumeur, les automates sont exhibés à Londres en 1742, puis achetés à Vaucanson au terme du bail. Dumoulin les fait voyager aux Pays-Bas, en France, notamment à Strasbourg en 1746, et en Allemagne, où, faute d'argent, leur périple s'interrompt en 1755 chez un prêteur sur gage de Nuremberg. Par précaution, Dumoulin rend les automates inutilisables, inversant des pièces du Flûteur et du Tambourinaire,. Parti en Russie, il y décède sans jamais être venu reprendre son bien.
Après trente années d'abandon à Nuremberg, les automates passent dans les mains de plusieurs propriétaires et mécaniciens réparateurs, mais il semble que, contrairement au Canard, le Flûteur et le Tambourinaire n'aient plus jamais fonctionné. Gottfried Christoph Beireis, professeur de médecine à Helmstedt et collectionneur de curiosités, après avoir acheté les automates en 1784, fait appel à Johann Georg Bischoff fils pour les remettre en état, et se déclare satisfait du résultat ; néanmoins, pour moderniser le répertoire du flûtiste, il en fait remplacer le cylindre par un instrument de musique mécanique exécutant un de ses airs favoris, extrait de l'opéra de Carl Heinrich Graun Brittanico, qu'il avait entendu précédemment sur une horloge musicale. Abusant de la crédulité du riche collectionneur, un charlatan lui promet d'améliorer le flûteur en lui intégrant un appareil qui lui permettrait de jouer à vue n'importe quel morceau qu'on lui présenterait, puis il disparaît sans laisser d'adresse ; son intervention aurait mis un terme à toute possibilité de restauration ultérieure. Goethe, qui rend visite à Beireis en 1805, écrit dans ses Tag- und Jahreshefte : « Der Flötenspieler war verstummt (le flûtiste était devenu muet) ». Vers 1840, des automates, dont le fameux Canard, sont confiés pour réparation à Johann Bartholomé Rechsteiner (de), mais rien n'indique qu'il ait réussi à remettre le flûteur en état de marche, si tant est qu'il ait eu réellement cet automate entre les mains.
La dernière exhibition recensée du Flûteur est celle de septembre 1863 à Paris, organisée par l'automatier Blaise Bontems, qui reste cependant incertaine. On ignore ce qu'il serait devenu par la suite ; à la fin du XIXe siècle, il aurait été présent à Vienne, mentionné alors comme seul automate authentique de Vaucanson encore subsistant,.

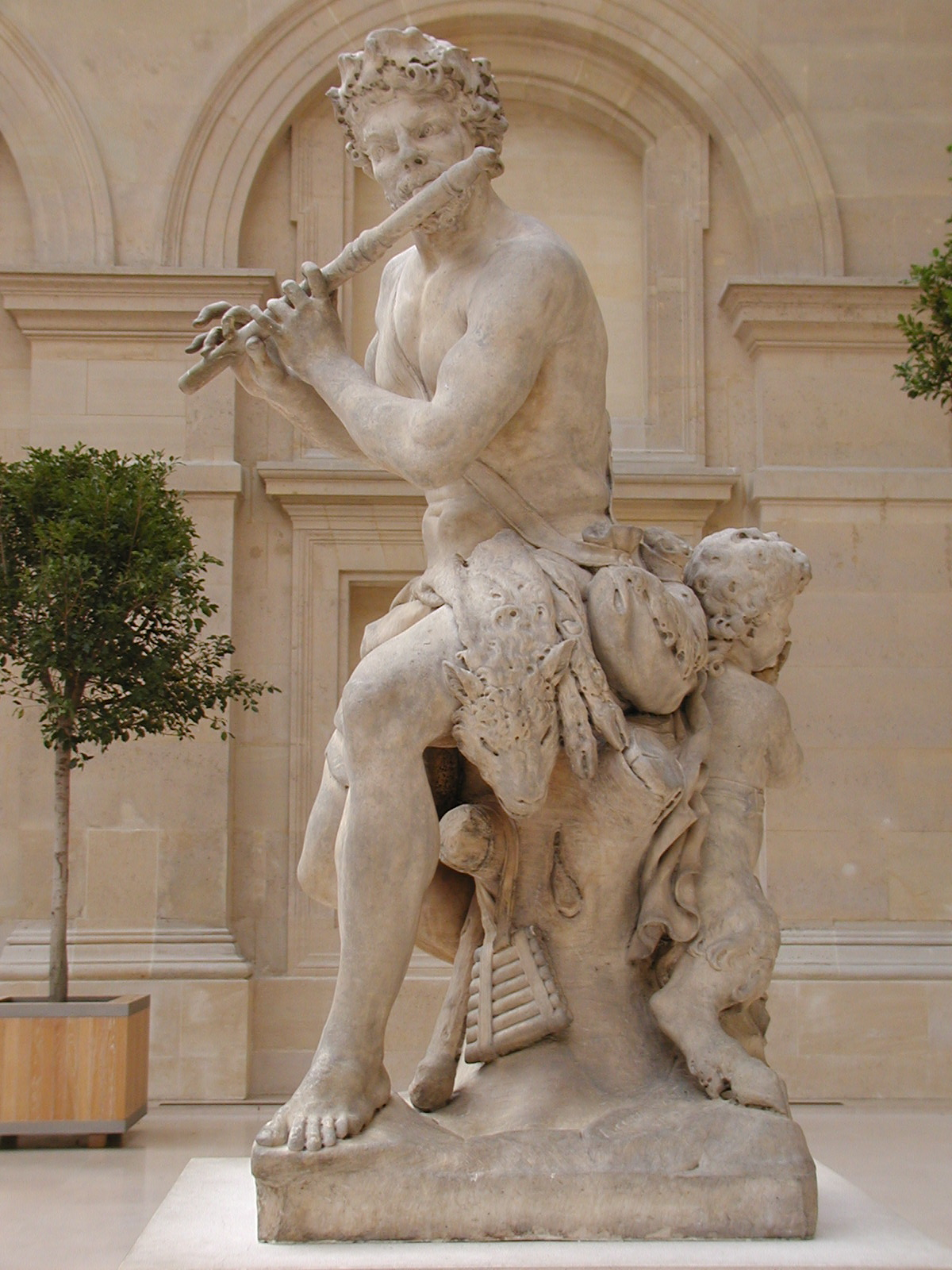
Antoine Coysevox : le Berger flûteur (1709) Musée du Louvre
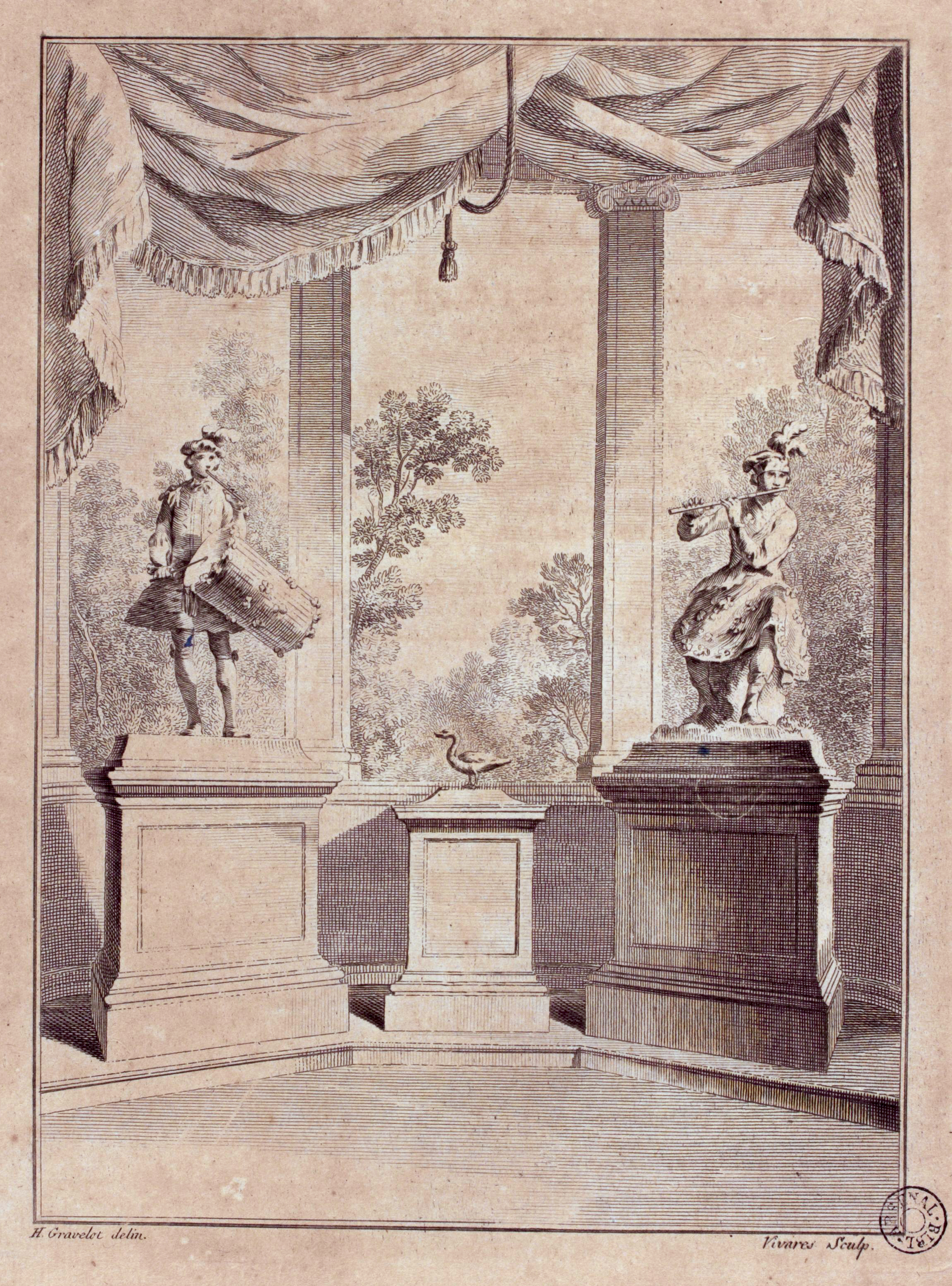
Gravure de François Vivarès d'après H.-F. Gravelot pour la brochure de 1738 Musée Carnavalet
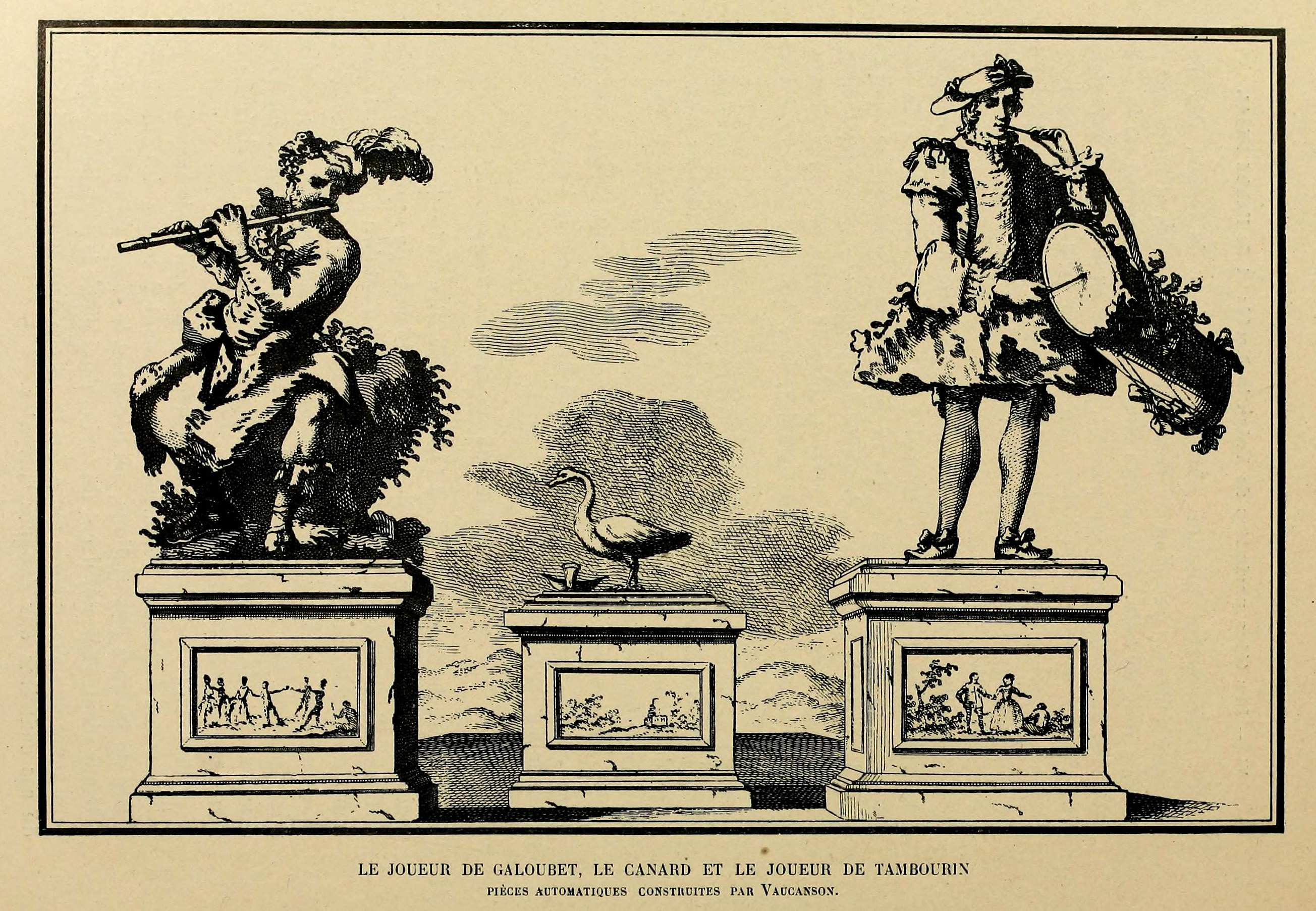
Affiche publicitaire pour la présentation des trois automates de Vaucanson à Strasbourg en 1746. Bibliothèque nationale (la taille des piédestaux a été réduite et la légende indique de façon erronée « Joueur de galoubet » pour le flûtiste)
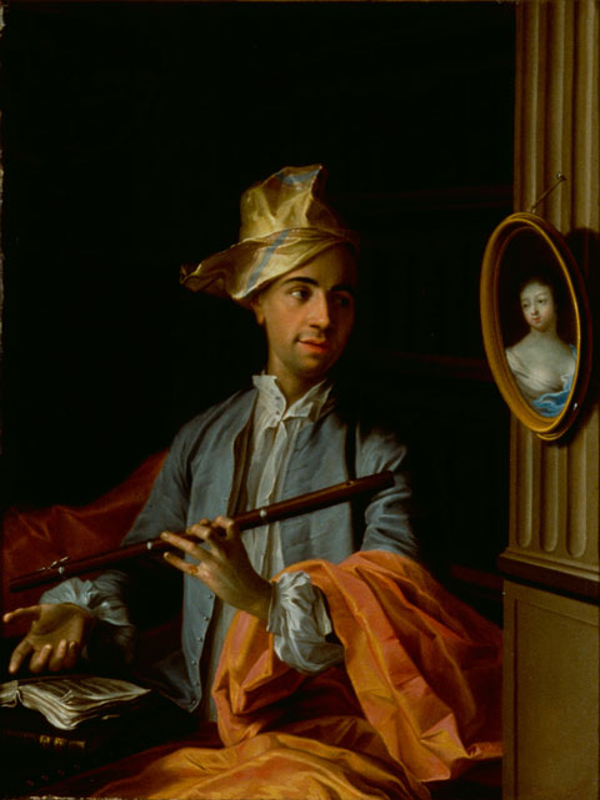
Carle van Loo : M. de La Pouplinière (1740) Musée de la musique, Philharmonie de Paris

## La flûte et la production du son
Amovible et remplaçable, la flûte était selon toute vraisemblance, et à la différence du galoubet du Tambourinaire provençal, la seule partie non construite par Vaucanson et ses ouvriers horlogers. Le mémoire de 1738 et l'article Androïde de l'Encyclopédie indiquent que cette flûte est en ré, qu'elle nécessite le rôle actif de trois doigts de la main gauche et quatre de la main droite, et, comme on le voit sur les gravures du musée Carnavalet et de la Bibliothèque nationale, elle était en quatre parties.
Ces caractéristiques correspondent aux flûtes traversières en usage après 1725, en bois ou plus rarement en ivoire, démontables, qui étaient fabriquées par plusieurs facteurs d'instruments à vent parisiens. Dans les documents de l'époque, l'origine de la flûte n'est cependant jamais indiquée. La quatrième partie, ou patte, comportait la clé de ré#, un accessoire indispensable à l'exécution de la musique de cette époque, mais non mentionné dans le texte de 1738, ni ultérieurement.
Dans son mémoire à l'Académie des sciences, Vaucanson développe longuement les principes de physique, d'anatomie et d'acoustique relatifs à la production et à la modulation des sons sur la flûte traversière.
Au moment où il concevait son automate, l'inventeur était un commensal du fermier général La Pouplinière, flûtiste amateur dont le portrait de 1740 par Carle van Loo comporte une flûte du même type que celle de l'automate. À la table et dans le salon de ce riche mécène se croisaient les meilleurs musiciens de Paris, et les méthodes de Hotteterre et Corrette étaient facilement disponibles, ce qui fait que Vaucanson, sans être flûtiste lui-même, était parfaitement instruit de la technique et des doigtés de la flûte traversière et du jeu des flûtistes. 
Le souffle sur l'embouchure venait d'un distributeur d'air comprimé alimenté par trois groupes de soufflets, chacun avec un débit différent, pour maintenir la colonne d'air, effectuer les nuances et passer aux registres supérieurs ; le mouvement des lèvres permettait de couvrir plus ou moins l'embouchure et d'adapter la force et la direction du souffle. Les trous du corps de la flûte étaient bouchés par trois doigts de la main gauche et trois de la droite, et la clé était actionnée par l'auriculaire droit,. Les orifices des trous était aplatis et l'extrémité des doigts recouverte de cuir pour assurer une fermeture sans fuite d'air. L'articulation, le détaché et le lié étaient réglés par le jeu d'une soupape située dans la cavité buccale, faisant office de langue. La flûte pouvait émettre fidèlement douze airs différents, dont Rossignol ton ramage tendre de Michel Blavet, le plus fameux virtuose de l'époque. Contrairement à certains automates ultérieurs, ces morceaux n'étaient pas spécialement écrits pour des possibilités de reproduction sonore limitées.

## Postérité
L'androïde de Vaucanson a été copié par quelques fabricants de flûtistes automates du XVIIIe siècle, mais ces réalisations ont également toutes disparu.
Entre 1990 et 2010, le laboratoire Takanashi (de) de l'université Waseda de Tokyo a conçu et perfectionné un robot flûtiste, le WF-4RVI (waseda flutist robot n° 4 refined VI), hommage de la technologie moderne au précurseur Vaucanson, avec des fonctions supplémentaires d'interactivité.
L'Automate de Vaucanson est le titre d'un opéra-comique de Louis Bordèse et Adolphe de Leuven de 1840, avec un solo de flûte. Dans un dessin du Père Marie-Dominique-Joseph Engramelle figurant dans La Tonotechnie ou l'art de noter les cylindres (1775), le Flûteur est représenté nu dans un atelier d'artisans avec carillons, orgue et tympanon. En littérature, le flûtiste de Vaucanson est évoqué dans le conte « Les Automates » des Frères de Sérapion d'E.T.A. Hoffmann.